# Фёдоров, Владимир Александрович (историк)
Влади́мир Алекса́ндрович Фёдоров (28 июля 1926; село Городище, Гаврилово-Посадский район, Ивановская область, СССР — 20 июня 2006, Москва, Россия) — советский и российский историк, доктор исторических наук (1969), профессор (1971). Заведующий кафедрой истории России XIX — начала XX веков исторического факультета МГУ им. М. В. Ломоносова (1995). Заслуженный профессор МГУ (2000).
Автор более 400 работ по истории русского крестьянства конца XVIII — первой половины XIX века, декабристскому движению, социально-экономической и политической истории России XIX века, а также по истории Русской православной церкви синодального периода (1700—1917), среди которых книги, учебные пособия, статьи, разделы в коллективных монографиях и публикации источников.

## Биография
В. А. Фёдоров родился 28 июля 1926 года в селе Городищи Гаврилово-Посадского района Ивановской области в многодетной крестьянской семье. Его детство и юность прошли в деревне. Выполнял различные сельские работы. Учился в Гаврилово-Посадской сельской школе (бывшей земской), находившейся в 3 км от его села, в которой до конца 1930-х годов преподавали некоторые из земских учителей по находившимся ещё там старым гимназическим учебникам.
Во время учёбы в школе В. А. Фёдоров особо приобщился к таким предметам, как русский язык, литература, история и география. Его дядя некогда окончил гимназию, и в семье было много книг (А. Дюма, В. Скотта, Ф. Шиллера, У. Шекспира и др.), которые В. А. Фёдоров перечитал будучи в старших классах.
Во время Великой Отечественной войны 1941—1945 годов В. А. Фёдоров в 17-летнем возрасте из 9 класса призвался в Красную армию, но из-за сильной близорукости не попал на фронт.
Летом 1945 года В. А. Фёдоров переехал в Москву, где, выдержав конкурс (14 человек на одно место), поступил в Московский государственный университет им. М. В. Ломоносова на исторический факультет, став сталинским стипендиатом. Во время учёбы он также подрабатывал на разгрузке вагонов и подсобным рабочим в театре.
Будучи на 4-м курсе В. А. Фёдоров выбрал для подготовки дипломной работы спецсеминар по истории освободительного движения в России на рубеже 1850—1860-х годов. Его вела в то время М. В. Нечкина. Под её руководством В. А. Фёдоров в 1950 году защитил дипломную работу «„Колокол“ А. И. Герцена. 1857—1863 гг.», и по окончании МГУ был оставлен в аспирантуре. В 1953 году В. А. Фёдоров защитил диссертацию на соискание учёной степени кандидата исторических наук по теме «Солдатское движение в годы декабристов (1816—1825)» (текст этой диссертации стал основой для первой его монографии с тем же названием, изданной в 1963 году). С того же года он — ассистент, с 1958 — старший научный сотрудник, с 1960 — старший преподаватель, а с 1963 года — доцент кафедры истории СССР периода капитализма (с 1992 — кафедра истории России XIX — начала XX веков) МГУ.
В 1968 году В. А. Фёдоров защитил докторскую диссертацию по теме «Помещичьи крестьяне Центрально-промышленного района России накануне падения крепостного права». В 1971 году ему было присвоено учёное звание профессора. С 1975 по 1985 год по совместительству работал старшим научным сотрудником Института истории СССР АН СССР.
С 1958 года В. А. Фёдоров был постоянным участником Симпозиума по аграрной истории Восточной Европы. Его доклады подготавливались на основе анализа архивных материалов, большинство из которых вводились в научный оборот впервые. С 1992 руководил секцией Симпозиума «Первая половина XIX века». В 1978 году преподавал в Монгольском государственном университете в Улан-Баторе, в 1980 — в Берлинском университете им. Гумбольдта (ГДР), в 1987 — в Софийском университете им. Климента Охридского (Болгария). Принимал участие в ряде международных научных конференций: в 1982 году — в Софии (Болгария), в 1986 — в Лиссабоне (Португалия), в 1986 — в Филадельфии (США).
С 1978 года являлся заместителем главного редактора «Вестник Московского университета. Серия 8: История», в 1990—2000 — член редколлегии журнала «Отечественная история». С 1996 года — академик Российской академии естественных наук и с 1998 — академик Международной славянской академии наук, образования, искусств и культуры.
Проживал на Никулинской улице, дом 56, затем на Новоясеневском проспекте, дом 12, корпус 3.
Умер 20 июня 2006 года. Похоронен на подмосковном кладбище Ракитки.

## Научные направления и вклад
В аспирантуре В. А. Фёдоров под руководством М. В. Нечкиной специализировался на изучении эпохи декабристов. Им была избрана тема солдатского движения в царствование Александра I. В. А. Фёдорова особо привлекал социальный аспект — положение русских солдат накануне и после наполеоновских войн, а также история военных поселений.
В последующие годы основным научным направлением В. А. Фёдорова было декабристоведение. В своих работах он подробно освещал ход следствия над участниками декабристского движения, условия их содержания в Петропавловской крепости, характер допросов, мнения судей и роль отдельных лиц в вынесении окончательного приговора. Также В. А. Фёдоров исследовал общественную реакцию на процесс над декабристами, формирование их идеологии, зарождение тайных обществ, их цели, подготовку к восстанию и дальнейшую участь, а также влияние декабристов на русскую культуру.
В. А. Фёдоров принимал участие в издании книжной серии «Восстание декабристов», составил сборники «Мемуары декабристов» (1981) и «Декабристы в воспоминаниях современников» (1988). Писал очерки, делал доклады на конференциях и проводил лекции по эпохе декабристов. После защиты им в 1953 году кандидатской диссертации он был привлечён к группе, работавшей по изучению первого революционного движения в России, деятельность в этом направлении которой длилась более 15 лет. Результатом тех исследований явилась коллективная монография «Революционная ситуация в России в середине XIX века» (1978), треть которой была за авторством В. А. Фёдорова.
В дальнейшем у В. А. Фёдорова проявились научные интересы к истории русского крестьянства конца XVIII — первой половины XIX века, к его условиям труда, быта, а также к отношению помещиков к крепостному предпринимательству. Он тщательно исследовал деятельность крестьян как земледельцев, торговцев, строителей и их вклад в развитие различного рода отраслей промышленности. Также В. А. Фёдоров значительное внимание уделял классовой борьбе крестьянства в тот период, а позже и социально-экономической и политической истории России XIX века.
В 1990-х годах значительное место в научно-исследовательской деятельности В. А. Фёдорова заняла история Русской православной церкви синодального периода (1700—1917).
В последние годы жизни в основном занимался созданием учебников и учебных пособий по истории России для учеников средней школы, абитуриентов и студентов высшей школы.

## Память
В 2006 году, спустя несколько месяцев после смерти В. А. Фёдорова, старший научный сотрудник Гаврилово-Посадского краеведческого музея Б. А. Волченков в местных СМИ сделал предложение о проведении краеведческих чтений памяти профессора. Решение об их проведении было принято в 2010 году и 30 июля 2011 года в Гавриловом Посаде Ивановской области состоялась первая научно-краеведческая конференция «Фёдоровские чтения», посвящённая 85-летию со дня рождения учёного. С того времени под эгидой Союза краеведов Ополья «Фёдоровские чтения» проводятся ежегодно. В них принимают участие исследователи из Москвы и Московской области, Санкт-Петербурга, Владимира, Суздаля, Юрьева-Польского, Гаврилова Посада, Тейкова, которые читают и обсуждают доклады, посвящённые истории Ополья.

## Награды и премии
- Государственная премия Российской Федерации в области науки и техники за труд «Российское законодательство X—XX веков» в 9 томах (1996, соавторстве)[11].
- Премия имени М. В. Ломоносова за педагогическую деятельность (1998)[12].
- Заслуженный профессор Московского университета (2000)[12].
- Премия памяти митрополита Макария (Булгакова) в номинации «История России» за монографию «Русская православная церковь и государство. Синодальный период (1700—1917)» (2003)[13].